# Sistema Universitario Estatal
El Sistema Universitario Estatal o SUE, es el organismo compuesto por las 34 universidades públicas de Colombia. Fue creado por la Ley 30 de 1992, que reglamenta la educación superior del país; de acuerdo al artículo 81 de dicha ley, sus funciones son "racionalizar y optimizar los recursos humanos, físicos, técnicos y financieros; implementar la transferencia de estudiantes, el intercambio de docentes, la creación o fusión de programas académicos y de investigación, la creación de programas académicos conjuntos; y crear condiciones para la realización de evaluación en las instituciones pertenecientes al sistema."
| Universidad                                       | Sede principal      | Graduados en pregrado (2008) | Graduados en posgrado (2008) |
| ------------------------------------------------- | ------------------- | ---------------------------- | ---------------------------- |
| Universidad de la Amazonia                        | Florencia           | 417                          | 140                          |
| Universidad de Antioquia                          | Medellín            | 4.239                        | 787                          |
| Universidad del Atlántico                         | Puerto Colombia     | 1.164                        | 0                            |
| Universidad de Caldas                             | Manizales           | 1.197                        | 85                           |
| Universidad de Cartagena                          | Cartagena de Indias | 987                          | 105                          |
| Universidad del Cauca                             | Popayán             | 1.263                        | 234                          |
| Universidad Colegio Mayor de Cundinamarca         | Bogotá              | 832                          | 221                          |
| Universidad de Córdoba                            | Montería            | 379                          | 19                           |
| Universidad de Cundinamarca                       | Fusagasugá          | 947                          | 0                            |
| Universidad Distrital Francisco José de Caldas    | Bogotá              | 1.148                        | 366                          |
| Universidad Francisco de Paula Santander          | Cúcuta              | 1.501                        | 600                          |
| Universidad Industrial de Santander               | Bucaramanga         | 1.814                        | 311                          |
| Universidad de La Guajira                         | Riohacha            | 335                          | 0                            |
| Universidad de los Llanos                         | Villavicencio       | 500                          | 0                            |
| Universidad del Magdalena                         | Santa Marta         | 868                          | 19                           |
| Universidad Militar Nueva Granada                 | Bogotá              | 872                          | 1.124                        |
| Universidad Nacional Abierta y a Distancia (UNAD) | Bogotá              | 3.857                        | 87                           |
| Universidad Nacional de Colombia                  | Bogotá              | 5.601                        | 929                          |
| Universidad de Nariño                             | San Juan de Pasto   | 968                          | 194                          |
| Universidad del Pacífico                          | Buenaventura        | 217                          | 0                            |
| Universidad de Pamplona                           | Pamplona            | 2.449                        | 991                          |
| Universidad Pedagógica Nacional                   | Bogotá              | 194                          | 114                          |
| Universidad Pedagógica y Tecnológica de Colombia  | Tunja               | 2.353                        | 167                          |
| Universidad Popular del Cesar                     | Valledupar          | 852                          | 0                            |
| Universidad del Quindío                           | Armenia             | 755                          | 29                           |
| Universidad de Sucre                              | Sincelejo           | 294                          | 0                            |
| Universidad Surcolombiana                         | Neiva               | 898                          | 204                          |
| Universidad Tecnológica del Chocó                 | Quibdó              | 997                          | 42                           |
| Universidad Tecnológica de Pereira                | Pereira             | 1.012                        | 196                          |
| Universidad del Tolima                            | Ibagué              | 1.646                        | 397                          |
| Universidad del Valle                             | Santiago de Cali    | 2.512                        | 529                          |
| Unitrópico                                        | Yopal               |                              |                              |
| Universidad Autónoma Indígena Intercultural       | Popayán             |                              |                              |
| TOTAL SUE                                         |                     | 43.311                       | 7.917                        |